# Sphegina nigra
Sphegina nigra är en tvåvingeart som beskrevs av Johann Wilhelm Meigen 1822. Sphegina nigra ingår i släktet midjeblomflugor, och familjen blomflugor.
Artens utbredningsområde är Frankrike. Inga underarter finns listade i Catalogue of Life.